# Lokomotíva Bratislava (basketbal)
TJ Lokomotíva Bratislava (celým názvem: Telovýchovná jednota Lokomotíva Bratislava) byl slovenský basketbalový klub, který sídlil v Bratislavě ve stejnojmenném kraji. Založen byl v roce 1951 se vznikem TJ Lokomotívy. Za federální éry bylo ženské družstvo úspěšným účastníkem nejvyšší soutěže žen. Mužské družstvo působilo v nejvyšší soutěži v sezóně 1957/58. Zaniká v roce 1995 po fúzi se Slávií UK Bratislava do nově vytvořeného subjektu Lokomotíva Slávia UK Bratislava. Klubové barvy byly světle modrá, oranžová a bílá.
Největším úspěchem ženského družstva v nejvyšší soutěži byl zisk stříbrných medailí z let 1962, 1968 a 1969.

## Umístění v jednotlivých sezonách

### Umístění mužů
Zdroj: 
Legenda: ZČ - základní část, červené podbarvení - sestup, zelené podbarvení - postup, fialové podbarvení - reorganizace, změna skupiny či soutěže
| Československo (1957 – 1958) |                       |           |         |           |          |
| Sezóna                       | Název v ročníku       | Úroveň    | Soutěž  | ZČ        | Play-off |
| 1957/58                      | Lokomotíva Bratislava | 1. úroveň | 1. liga | 12. místo | Sestup   |

### Umístění žen
Zdroj: 
Legenda: ZČ - základní část, červené podbarvení - sestup, zelené podbarvení - postup, fialové podbarvení - reorganizace, změna skupiny či soutěže
| Československo (1955 – 1993) |                       |           |          |           |          |
| Sezóna                       | Název v ročníku       | Úroveň    | Soutěž   | ZČ        | Play-off |
| 1955/56                      | Lokomotíva Bratislava | 1. úroveň | 1. liga  | 6. místo  |          |
| 1956/57                      | Lokomotíva Bratislava | 1. úroveň | 1. liga  | 5. místo  |          |
| 1957/58                      | Lokomotíva Bratislava | 1. úroveň | 1. liga  | 3. místo  |          |
| 1958/59                      | Lokomotíva Bratislava | 1. úroveň | 1. liga  | 5. místo  |          |
| 1959/60                      | Lokomotíva Bratislava | 1. úroveň | 1. liga  | 4. místo  |          |
| 1960/61                      | Lokomotíva Bratislava | 1. úroveň | 1. liga  | 5. místo  |          |
| 1961/62                      | Lokomotíva Bratislava | 1. úroveň | 1. liga  | 2. místo  |          |
| 1962/63                      | Lokomotíva Bratislava | 1. úroveň | 1. liga  | 3. místo  |          |
| 1963/64                      | Lokomotíva Bratislava | 1. úroveň | 1. liga  | 5. místo  |          |
| 1964/65                      | Lokomotíva Bratislava | 1. úroveň | 1. liga  | 3. místo  |          |
| 1965/66                      | Lokomotíva Bratislava | 1. úroveň | 1. liga  | 3. místo  |          |
| 1966/67                      | Lokomotíva Bratislava | 1. úroveň | 1. liga  | 5. místo  |          |
| 1967/68                      | Lokomotíva Bratislava | 1. úroveň | 1. liga  | 2. místo  |          |
| 1968/69                      | Lokomotíva Bratislava | 1. úroveň | 1. liga  | 2. místo  |          |
| 1969/70                      | Lokomotíva Bratislava | 1. úroveň | 1. liga  | 3. místo  |          |
| 1970/71                      | Lokomotíva Bratislava | 1. úroveň | 1. liga  | 5. místo  |          |
| 1971/72                      | Lokomotíva Bratislava | 1. úroveň | 1. liga  | 4. místo  |          |
| 1972/73                      | Lokomotíva Bratislava | 1. úroveň | 1. liga  | 5. místo  |          |
| 1973/74                      | Lokomotíva Bratislava | 1. úroveň | 1. liga  | 6. místo  |          |
| 1974/75                      | Lokomotíva Bratislava | 1. úroveň | 1. liga  | 6. místo  |          |
| 1975/76                      | Lokomotíva Bratislava | 1. úroveň | 1. liga  | 8. místo  | Sestup   |
| ...                          |                       |           |          |           |          |
| 1977/78                      | Lokomotíva Bratislava | 1. úroveň | 1. liga  | 7. místo  |          |
| 1978/79                      | Lokomotíva Bratislava | 1. úroveň | 1. liga  | 7. místo  |          |
| 1979/80                      | Lokomotíva Bratislava | 1. úroveň | 1. liga  | 8. místo  | Sestup   |
| ...                          |                       |           |          |           |          |
| Slovensko (1993 – 1995)      |                       |           |          |           |          |
| Sezóna                       | Název v ročníku       | Úroveň    | Soutěž   | ZČ        | Play-off |
| ...                          |                       |           |          |           |          |
| 1994/95                      | Lokomotíva Bratislava | 1. úroveň | 1. liga) | 12. místo | Sestup   |